# Südkoreanische Badmintonmeisterschaft 1990
Die Südkoreanische Badmintonmeisterschaft 1990 fand Ende Dezember 1990 in Seoul statt. Es war die 33. Austragung der nationalen Titelkämpfe  im Badminton Südkoreas.

## Finalergebnisse
| Disziplin    | Sieger                        | Finalist                      | Ergebnis            |
| ------------ | ----------------------------- | ----------------------------- | ------------------- |
| Herreneinzel | Kim Hak-kyun                  | Lee Kwang-jin                 | 14-17, 15-13, 15-12 |
| Dameneinzel  | Lee Young-suk                 | Lee Heung-soon                | 12-11, 12-10        |
| Herrendoppel | Park Joo-bong Shon Jin-hwan   | Kim Moon-soo Lee Sang-bok     | 15-4, 15-3          |
| Damendoppel  | Chung So-young Jeon Sung-sook | Hwang Hye-young Jo Young-sook | 15-9, 7-15, 15-10   |
| Mixed        | Lee Sang-bok Chung Myung-hee  | Lee Cheol-geun Gil Young-ah   | 15-13, 15-13        |